# Метаморфне стене
Метаморфне стене настају процесом метаморфозе, мењањем, трансформацијом, од неке стене. Под метаморфозом се подразумева деловање високе температуре притиска, водене паре и гасова. Метаморфоза се одвија у температурним границама од 180 °C (по некима 200 °C), што представља горњу границу дијагенезе, до почетка анатексиса – парцијалног топљења масе (а та граница зависи од састава протолита – првобитне стене). Протолит је подвргнут деловању топлоте и притиска што узрокује дубоке физичке и/или хемијске промене. Протолит може бити седиментна стена, магматска стена или нека друга метаморфна стена.
Метаморфне стене чине велики део Земљине коре и чине 12% копнене површине Земље. Класификоване су по протолиту, хемијском и минералном саставу и текстури. Оне се могу формирати једноставно тако што су дубоко закопане испод површине Земље, где су подложне високим температурама и великом притиску слојева стена изнад. Оне се могу формирати и из тектонских процеса као што су колизије континената, који изазивају хоризонтални притисак, трење и изобличење. Метаморфна стена се може формирати локално када се стена загреје продором вруће растопљене стене зване магма из унутрашњости Земље. Проучавање метаморфних стена (сада изложених на површини Земље након ерозије и подизања) пружа информације о температурама и притисцима који се јављају на великим дубинама унутар Земљине коре.
Неки примери метаморфних стена су гнајс, шкриљац, мермер, шист и кварцит. Плочице од шкриљаца и кварцита се користе у грађевинарству. Мермер је такође цењен за изградњу зграда и као медијум за скулптуре. С друге стране, шкриљаста основа може представљати изазов за грађевинарство због своје изражене структурне слабости.

## Порекло
Метаморфне стене чине једну од три велике поделе типова стена. Разликују се од магматских стена, које се формирају из растопљене магме, и седиментних стена, које се формирају од седимената еродираних из постојећих стена или хемијски исталожених из водених маса.
Метаморфне стене се формирају када се постојећа стена физички или хемијски трансформише на повишеној температури, а да се заправо не отапа у великој мери. Важност загревања у формирању метаморфних стена први је приметио пионирски шкотски природњак Џејмс Хатон, који се често описује као отац модерне геологије. Хатон је 1795. писао да су неки слојеви стена на шкотском висоравнима првобитно били седиментне стене, али да су их трансформисале велике топлоте.
Хатон је такође спекулисао да је притисак важан у метаморфизму. Ову хипотезу је тестирао његов пријатељ Џејмс Хол, који је запечатио креду у импровизовану посуду под притиском направљену од топовске цеви и загрејао је у пећи ливнице гвожђа. Хол је открио да се тиме производи материјал који је јако личио на мермер, а не на уобичајени живи креч који се добија загревањем креде на отвореном. Француски геолози су накнадно додали метасоматизам, циркулацију флуида кроз закопану стену, на листу процеса који помажу да дође до метаморфизма. Међутим, метаморфизам се може одвијати без метасоматизма (изохемијски метаморфизам) или на дубинама од само неколико стотина метара где су притисци релативно ниски (на пример, у контактном метаморфизму).
Метаморфни процеси мењају текстуру или минерални састав метаморфизоване стене.

### Минералошке промене
Метасоматизам може да промени запремински састав стене. Вруће течности које круже кроз простор пора у стени могу растворити постојеће минерале и исталожити нове минерале. Растворене супстанце се транспортују из стене помоћу флуида, док се нове супстанце уносе свежим флуидима. Ово очигледно може да промени минерални састав стене.
Међутим, промене у минералном саставу могу се десити чак и када се укупни састав стене не мења. Ово је могуће јер су сви минерали стабилни само у одређеним границама температуре, притиска и хемијског окружења. На пример, при атмосферском притиску, минерал кијанит се трансформише у андалузит на температури од око 190 °C (374 °F). Андалузит се, затим, претвара у силиманит када температура достигне око 800 °C (1.470 °F). Сва три минерала имају идентичан састав, Al
2SiO
5. Исто тако, форстерит је стабилан у широком опсегу притиска и температуре у мермеру, али се претвара у пироксен при повишеном притиску и температури у стенама богатијим силикатима које садрже плагиоклас, са којим форстерит хемијски реагује.
Многе сложене реакције на високим температурама се могу одвијати између минерала без њиховог топљења, а сваки произведени минерални склоп пружа траг о температурама и притисцима у време метаморфизма. Ове реакције су могуће због брзе дифузије атома на повишеној температури. Порни флуид између минералних зрна може бити важан медијум кроз који се атоми размењују.

### Промене текстуре
Промена величине честица стене током процеса метаморфизма назива се рекристализација. На пример, мали кристали калцита у седиментном каменом кречњаку и креди се мењају у веће кристале у метаморфном каменом мермеру. У метаморфизованом пешчару, рекристализација оригиналних зрнаца кварцног песка доводи до веома компактног кварцита, такође познатог као метакварцит, у коме су често већи кристали кварца међусобно повезани. Високе температуре и притисци доприносе рекристализацији. Високе температуре дозвољавају атомима и јонима у чврстим кристалима да мигрирају, реорганизујући тако кристале, док високи притисци изазивају растварање кристала унутар стене на њиховој тачки контакта.
- Узорак базалта који показује фину текстуру
- Амфиболит настао метаморфозом базалта

## Подела метаморфних стена
Метаморфне стене граде велики део Земљине коре, а класификоване су према начину настанка, структури и текстури, хемијском и минералном саставу.
Настају на више начина према чему се деле на:
- Динамо-метаморфне

(настају дубоко испод површине Земље деловањем високих притисака и температура)
- Контактно-метаморфне

(продирањем магме у околну стенску масу, на њиховом контакту долази до „пржења“ стена)
- Катакластично-метаморфне

(деловањем усмереног динамичког притиска (нпр. смицање два блока стена)

## Минерални састав
Утврђивањем присуства минерала који кристалишу на високом температурама и притисцима, као што су силманит, кијанит, стауролит, андалузит основни је индикатор да је стена метаморфна. Присуство других минерала попут оливина, пироксена, амфибола, лискунa, фелдспата и кварца, је често, али они нису индикатори да је стена настала процесом метаморфизма. Објашњење лежи у чињеници да се процес кристализације различитих минерала одвија под различитим условима. Тако минерали који су настали на вишим температурама и притисцима, током формирања магматских стена, каснијим метаморфним изменама стенске масе који се одвијају на нижим температурама и притисцима, неће рекристалисати. Дакле такви минерали неће мењати своју кристалну решетку нити хемијски састав.
Проучавањем метаморфних стена, огољених на Земљиној површини због процеса издизања и деловања ерозије, добијају се врло вредне информације о температурама и притисцима који се јављају на великим дубинама унутар Земљине коре, управо на основу познавања притисака и температура при којима долази до кристализације одређених минерала, односно при којима не долази до рекристализације других минерала.
Најпознатије метаморфне стене су : кварцит, мермер, гнајс, шкриљац и још много других.